# Алекса Джурасович
Алекса Джурасович (серб. Алекса Ђурасовић, нар. 23 грудня 2002, Суботиця, Сербія) — сербський футболіст, півзахисник російського клубу «Акрон» (Тольятті).

## Ігрова кар'єра

### Клубна
Алекса Джурасович є вихованцем футбольного клубу «Спартак» зі свого рідного міста Суботиця. 13 червня 2020 року Алекса зіграв першу гру в основі у чемпіонаті Сербії. У клубі футболіст провів п'ять сезонів.
1 липня 2024 року Джурасович перейшов до складу новачка російської Прем'єр-ліги «Акрон» з міста Тольятті.

### Збірна
З 2018 року Алекса Джурасович виступав за юнацькі та молодіжну збірну Сербії.